# Eriophyton
Eriophyton là một chi thực vật có hoa trong họ Hoa môi (Lamiaceae).

## Loài
Chi Eriophyton gồm các loài: